# Ulica Piotrkowska

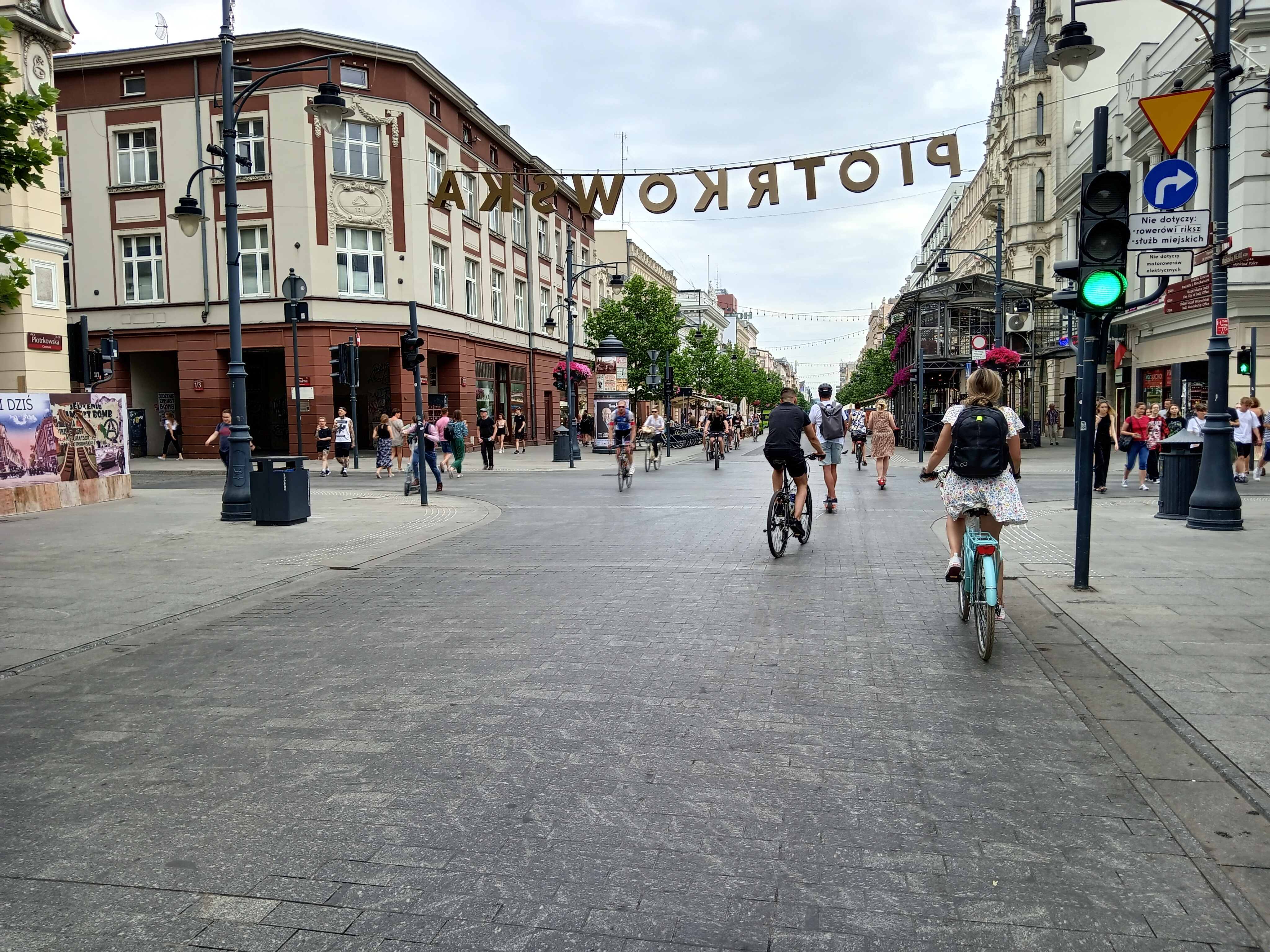
Piotrkowska-Straße an der Kreuzung mit der Tuwim Straße

Die Ulica Piotrkowska (Petrikauer Straße) ist eine Fußgängerstraße in Łódź und mit über vier Kilometern Länge eine der längsten Einkaufsstraßen Europas.
Sie erstreckt sich meridional in gerader Linie vom Plac Wolności (Freiheitsplatz) zum Plac Niepodległości (Platz der Unabhängigkeit).

## Geschichte und Gestalt
Ursprünglich war die Piotrkowska Teil der mittelalterlichen Landstraße zwischen Toruń und Kraków. Um in Łódź, wo 1820 kaum 800 Menschen lebten, Leinen-, Baumwollweber und andere textile Gewerke anzusiedeln, wurden den Handwerkern zu günstigen Preisen schmale, aber tiefe Parzellen angeboten. So entstand die noch heute vorhandene Struktur mit den relativ schmalen Fassaden und den durch eine Einfahrt zugänglichen langgestreckten Hinterhofzeilen mit Werkstätten und billigen Wohnungen beiderseits einer engen Gasse. Die Piotrkowska bildet das Rückgrat des rechtwinklig angelegten Plans des südlichen Stadtviertels.
Als sich um die Mitte des 19. Jahrhunderts die kleinen Webereien vergrößerten und sich mit Maschinen ausstatteten, wurden die zur Hauptstraße gelegenen Wohnhäuschen nach und nach durch prachtvolle Villen der Fabrikbesitzer und Händler ersetzt. Der seit 1850 zollfrei zugängliche russische Markt bot ihnen unbegrenzte Absatzmöglichkeiten.
So wird bis heute das Erscheinungsbild der Straße fast vollständig von einer vielfältigen Abfolge prächtiger Fassaden in allen zwischen 1850 und 1900 möglichen Stilen bestimmt, vom späten Klassizismus bis zum frühen Jugendstil.
Mit dem Wegfall der großen Vermögen nach 1945 und dem Niedergang der Textilindustrie um 1960–1980 verfiel auch der Glanz der Prachtstraße. Erst ab etwa 1990 wurde sie schrittweise revitalisiert und zu einer Fußgängerzone umgebaut. Stadtplanung, Hotels, Behörden, Restaurants und Clubs, die sich in der Nähe der Piotrkowska-Straße befinden, sind ein wichtiger Bestandteil der Kulturatmosphäre Łódźs. Heute befinden sich in der Straße die meisten und wichtigsten öffentlichen Ämter, Banken, Läden und Restaurants, sowie viele Gaststätten und Kneipen. Hier finden auch zahlreiche Partys, Festivals und Staatsfeiern statt. Seit 1999 wurde die Ulica Piotrkowska mit Bronzeskulpturen geschmückt, die an bekannte Łódźer Persönlichkeiten erinnern. Der Schriftsteller Julian Tuwim und der Pianist Artur Rubinstein wurden so geehrt. Aber auch bürgerliche Stifter konnten sich mit ihren Namen auf bronzenen Pflastersteinen verewigen und so zur Erneuerung der Piotrkowska beitragen. Die damit einhergehende Gentrifizierung beginnt allerdings seit jüngster Zeit auch die stillen Hinterhöfe zu erfassen.